# 2017 na televisão
Nesta página encontram-se os fatos, estreias e términos sobre televisão que aconteceram durante o ano de 2017.

## Eventos

### Janeiro
- 1º de janeiro
  - Estreia The Mick na FOX.
- 7 de janeiro - Termina Ultimate Spider-Man na Disney XD.
- 16 de janeiro
  - Termina Apenas um Show na Cartoon Network.
- 26 de janeiro - Estreia Riverdale na The CW.

### Março
- 10 de março - Termina The Vampire Diaries (série) no The CW.
- 11 de março - Retorna Samurai Jack na Cartoon Network.
- 13 de março - Estreia O11ZE na Disney XD.
- 23 de março - Termina o anime Naruto Shippuden.
- 24 de março - Termina Liv and Maddie na Disney Channel.
- 31 de março
  - Termina Grimm na NBC.
  - Estreia 13 Reasons Why na Netflix.

### Abril
- 1º de abril
  - Estreia a 2.ª temporada do anime My Hero Academia no Japão.
- 5 de abril - Estreia o anime Boruto: Naruto Next Generations no Japão.
- 10 de abril - Estreia Ben 10 (2016) na Cartoon Network.
- 12 de abril - Termina Duck Dynasty na A&E.
- 24 de abril - Termina Bates Motel na A&E.

### Junho
- 27 de junho - Termina Pretty Little Liars na Freeform.

### Setembro
- 24 de setembro - Termina Teen Wolf na MTV.
- 25 de setembro - Estreia a 11.ª temporada de The Big Bang Theory na Warner Bros. Television.

### Outubro
- 27 de outubro
  - Estreia a 2.ª temporada de Stranger Things na Netflix.

### Novembro
- 17 de novembro - Estreia O Justiceiro na Netflix.

## Por país
- 2017 na televisão brasileira
- 2017 na televisão canadense
- 2017 na televisão norte-americana